# Lathys annulata
Lathys annulata là một loài nhện trong họ Dictynidae.
Loài này thuộc chi Lathys. Lathys annulata được Friedrich Wilhelm Bösenberg & Embrik Strand miêu tả năm 1906.